# Wjatscheslaw Nikolajewitsch Iwanow

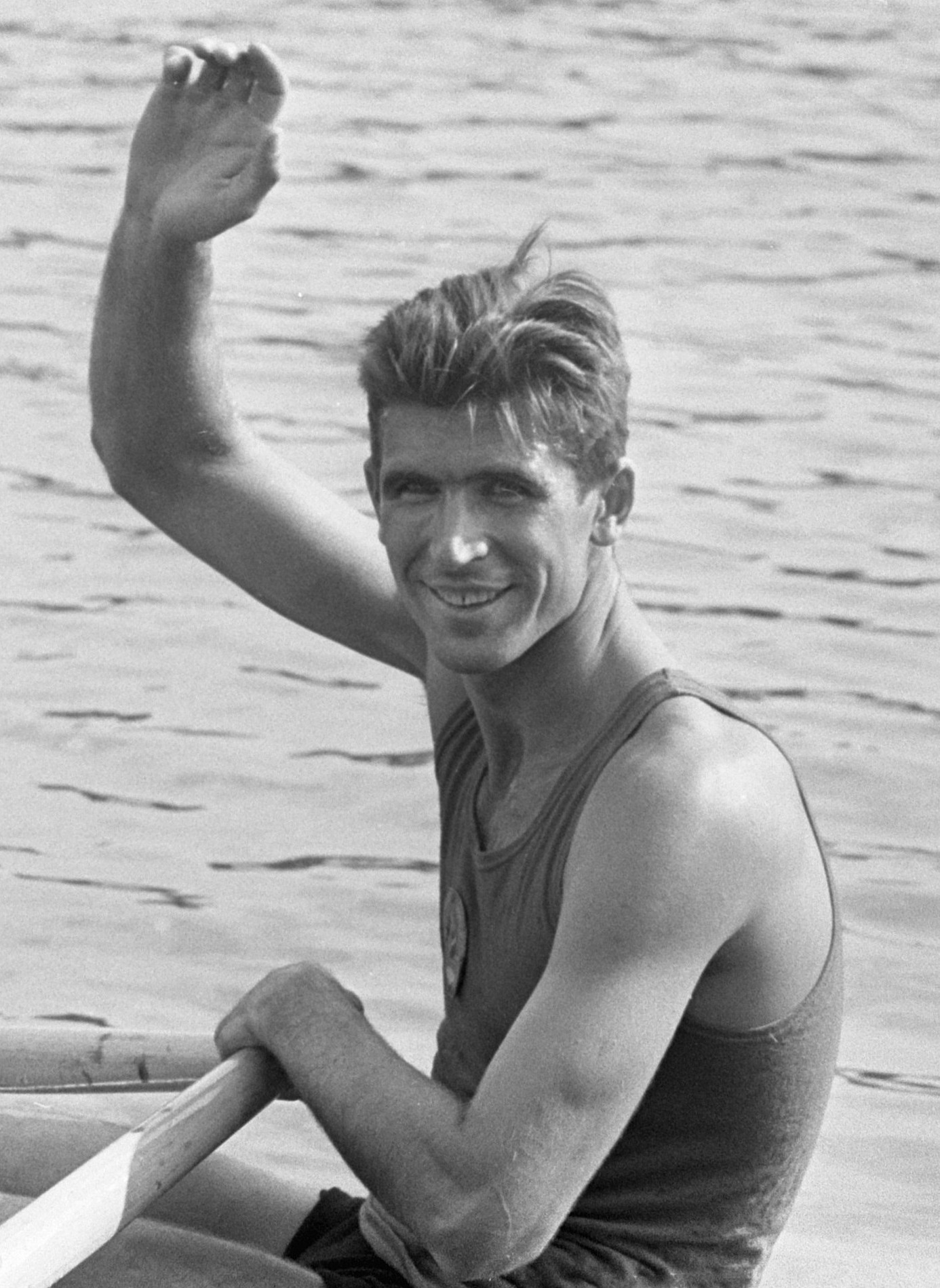
Wjatscheslaw Iwanow, 1964

Wjatscheslaw Nikolajewitsch Iwanow (russisch Вячеслав Николаевич Иванов; * 30. Juli 1938 in Moskau, Sowjetunion; † 5. August 2024) war ein sowjetischer Ruderer. Er gewann als erster Ruderer drei olympische Goldmedaillen im Einer und zählt zu den erfolgreichsten Ruderern überhaupt.

## Karriere
Iwanow begann 1952 mit dem Rudersport. 1955 wurde er 17-jährig Dritter der sowjetischen Meisterschaft hinter Juri Tjukalow und Alexander Berkutow. 1956 gewann er seinen ersten sowjetischen Meistertitel im Einer, bis 1966 sollten zehn weitere folgen. Auch bei den Europameisterschaften 1956 gewann Iwanow und wurde für die Olympischen Spiele in Melbourne im Einer nominiert, Tjukalow und Berkutow wichen gemeinsam in den Doppelzweier aus und wurden in Melbourne in dieser Bootsklasse Olympiasieger.
In Melbourne gewann Iwanow seinen Vorlauf und auch sein Halbfinale. Das andere Halbfinale gewann der US-Amerikaner John B. Kelly jr., der Sohn des Olympiasiegers von 1920 John Kelly sr. und Bruder der Schauspielerin Grace Kelly. Im Finale ging der Australier Stuart MacKenzie in Führung, nach 1500 Metern führte er vor Kelly, dem Polen Teodor Kocerka und Iwanow. Auf dem letzten halben Kilometer spurtete Iwanow, während die anderen ihr Tempo hielten. Bis zur Ziellinie hatte Iwanow seine drei Gegner überholt und gewann mit fünf Sekunden Vorsprung vor MacKenzie und Kelly.
MacKenzie erwies sich in den nächsten Jahren als stärkster Gegner von Iwanow. Iwanow startete zweimal bei der renommierten Henley Royal Regatta und wurde jeweils zweiter hinter MacKenzie. Da es im Rudern bis 1962 keine Weltmeisterschaften gab, durfte der Australier MacKenzie auch bei Europameisterschaften rudern. 1957 und 1958 gewann er jeweils vor dem Westdeutschen Klaus von Fersen und Iwanow. 1959 wurde Iwanow dann zum zweiten Mal Europameister, als er Klaus von Fersen rechtzeitig vor der Ziellinie überspurten konnte. In diesem Rennen blieb Iwanow als erster Einer-Ruderer der Geschichte mit 6:58,8 Minuten unter der Sieben-Minuten-Grenze.
Bei den Olympischen Spielen 1960 in Rom waren MacKenzie und von Fersen nicht am Start. MacKenzie hatte zwar in Henley gewonnen, trat aber wegen einer Erkrankung nicht in Rom an. Klaus von Fersen unterlag bei der Gesamtdeutschen Olympiaqualifikation dem Ostberliner Achim Hill. Iwanow gewann seinen Vorlauf, während sich Hill über den Hoffnungslauf für das Finale qualifizierte. Im Gegensatz zu Melbourne konnten in Rom sechs Ruderer im Finale antreten, so dass es keine Halbfinalläufe gab. Im Finale führte lange Zeit Achim Hill, wurde aber von Iwanow gegen Ende des Rennens überspurtet. Iwanow gewann letztlich mit sechs Sekunden Vorsprung vor Achim Hill und dem Polen Teodor Kocerka.
1962 wurden auf dem Rotsee bei Luzern die ersten Ruder-Weltmeisterschaften ausgetragen. Iwanow konnte im Schlussspurt den führenden Stuart MacKenzie abfangen und wurde erster Einer-Weltmeister im Rudersport.
In Tokio bei den Olympischen Spielen 1964 war MacKenzie nicht am Start. Die Vorläufe gewannen Achim Hill, der US-Amerikaner Donald Spero und der Schweizer Gottfried Kottmann, während Iwanow nach seiner Niederlage gegen Spero in den Hoffnungslauf musste. Iwanow siegte in seinem Hoffnungslauf. Das Finale fand bei recht widrigen Windbedingungen statt. Nach 1500 Metern führte Achim Hill und Iwanow begann seine gewohnte Aufholjagd. Das unruhige Wasser kostete ihn allerdings mehr Kraft als gewohnt und kurz vor dem Ziel lag Iwanow zwar in Führung, konnte sein eigenes Tempo allerdings nicht mehr halten. Nach 8:22,51 Minuten rettete sich Iwanow mit dreieinhalb Sekunden Vorsprung auf Hill ins Ziel, der Schweizer wurde Dritter vor dem jungen Argentinier Alberto Demiddi.
In den Jahren 1966 und 1967 trat Iwanow zwar noch bei internationalen Meisterschaften an, gewann aber keine Medaillen mehr. Nachdem er die Olympischen Spiele 1968 wegen Verletzung verpasst hatte, beendete er 1969 seine Karriere.
Neben seinen Erfolgen im Rudern war Iwanow auch in anderen Sportarten aktiv. Im Nordischen Skilauf erfüllte er die Anforderungen für den Titel Meister des Sports, er spielte Fußball und Volleyball bei ZSKA Moskau und trat im Ringen und Boxen im Halbschwergewicht an.

## Würdigung

### Taktik
Bis Wjatscheslaw Iwanow die Taktik im Rudersport veränderte, ruderten alle Weltklasseruderer nach dem gleichen taktischen System. Nach der Beschleunigungsphase nach dem Start erreichte man den gleichmäßigen Streckenschlag, den man bis ins Ziel durchhielt oder es zumindest versuchte. Änderungen der Reihenfolge ergaben sich meist nur dann, wenn gegen Ende des Rennens bei dem einen oder anderen Ruderer die Kräfte nachließen.
Iwanow fuhr zwar nach dem Start ebenfalls im Streckenschlag, er war aber der erste Ruderer, der nach 1500 Metern grundsätzlich die Schlagfrequenz erhöhte und seine Gegner auf den letzten 500 Metern zu überholen versuchte, was ihm sehr häufig auch gelang. Diese Renntaktik wurde in der Folge von vielen Ruderern übernommen, was das Training völlig veränderte, denn zum reinen Ausdauertraining kam jetzt das Training der Temposteigerung und der Spitzengeschwindigkeit hinzu.

### Historische Einordnung
Schon vor Iwanow war es drei Ruderern gelungen, drei olympische Goldmedaillen zu gewinnen. Die US-Amerikaner John B. Kelly sr. und Paul Costello hatten dies in den 1920er Jahren geschafft, der Brite Jack Beresford hatte von 1920 bis 1936 bei fünf Olympischen Spielen in vier Bootsklassen drei Goldmedaillen und zwei Silbermedaillen gewonnen. Wjatscheslaw Iwanow aber war der erste Ruderer, der dreimal im Einer gewinnen konnte. Dies gelang nach ihm nur noch dem Finnen Pertti Karppinen. Und erst 1996 gelang es dem Briten Steven Redgrave, eine vierte Goldmedaille im Rudern zu gewinnen, 2000 gewann er dann sogar zum fünften Mal Gold.

## Erfolge

### Olympische Spiele
- 1956: Gold im Einer
- 1960: Gold im Einer
- 1964: Gold im Einer

### Weltmeisterschaften
- 1962: Gold im Einer
- 1966: Platz 6 im Einer

### Henley Royal Regatta
- 1957 Diamond Sculls: Platz 2 im Einer hinter Stuart MacKenzie
- 1958 Diamond Sculls: Platz 2 im Einer hinter Stuart MacKenzie

### Europameisterschaften
- 1956: Gold im Einer
- 1957: Bronze im Einer
- 1958: Bronze im Einer
- 1959: Gold im Einer
- 1961: Gold im Einer
- 1963: Platz 4 im Einer
- 1964: Gold im Einer